# Julian Radulski
Julian Radulski [en búlgaro: Юлиян Радулски] (Plovdiv, 24 de mayo de 1972-16 de febrero de 2013) fue un jugador de ajedrez búlgaro, Maestro Internacional desde 2001 y Gran Maestro desde diciembre de 2004. Su mayor Elo fue de 2606 puntos en noviembre de 2010.

## Resultados destacados en competición
Obtuvo las normas para el título de Gran Maestro en el Memorial Iván Zanic en Stara Pazova en marzo de 2001, en el IX Torneo Internacional de Ajedrez Ciudad de Linares en marzo de 2002 y en el Abierto Internacional de Gien en febrero de 2004. Radulski participó con el equipo nacional de Bulgaria en dos Olimpiadas de ajedrez: en el cuarto tablero en 2002 y como segundo tablero suplente en 2004. En total obtuvo 10,5 puntos de 16 partidas. En cuanto al Campeonato de Europa por equipos, en 2003 jugó en el tercer tablero del equipo búlgaro. En 2004 quedó tercero en el Campeonato de Bulgaria. En 2008 ganó el XVI Abierto de Moncada, por delante de Yuri González y Lázaro Bruzón. En 2010 ganó el Torneo Memorial Miguel Najdorf de Varsovia por delante de Aleksander Mista. También en 2010 ganó el abierto 'Ciudad de Ferrol', lo que le permitió superar la barrera de los 2600 puntos Elo. El mismo año fue tercero en el 32.º Campeonato abierto de Bulgaria, en Plovdiv (empatado en primer lugar con 7,5 puntos con Vasil Spassov y Atanas Kolev). En 2011 se proclamó campeón de Bulgaria en la ciudad de Bankia, por delante de Aleksandr Delchev y en 2012 terminó 6.º en el mismo campeonato, en la que sería su última aparición en torneos de alto nivel. El 16 de febrero de 2013 Julian Radulski falleció después de una larga enfermedad.